# 波达通县
波达通县，缅甸仰光省下辖的一个县，同时该县全境是仰光市的一部分。

## 历史沿革
2022年4月30日，缅甸政府以仰光东县波达通镇区、多邦镇区、敏加拉当纽镇区、勃生堂镇区和打基达镇区新设波达通县。

## 行政区划
波达通县下辖波达通镇区、多邦镇区、敏加拉当纽镇区、勃生堂镇区和打基达镇区5个镇区。